# Pomnik Marcina Lutra w Eisleben
Pomnik Marcina Lutra w Eisleben (niem. Lutherdenkmal Eisleben) – pomnik niemieckiego teologa i inicjatora reformacji Marcina Lutra znajdujący się na rynku w Eisleben – rodzinnym mieście Lutra.

## Opis
Pomnik odsłonięty 10 listopada 1883 roku, stoi niemal dokładnie w tym samym miejscu, gdzie w średniowieczu odbywał się sąd miejski pod lipą sądową. Pomnik wykonany przez niemieckiego rzeźbiarza Rudolfa Siemeringa odsłonięto podczas uroczystości z okazji 400. urodzin Lutra. 
Posąg z brązu przedstawia reformatora w długiej szacie i berecie, z dumnie uniesioną głową oraz stanowczym i zdecydowanym spojrzeniu. W lewej dłoni trzyma Biblię, w prawej zaś bullę papieża Leona X Decet Romanum Pontificem która ekskomunikowała Lutra. Na cokole znajdują się cztery płaskorzeźby wykonane z ciemnozielonego szwedzkiego granitu. Przedstawiają sceny z życia Lutra:

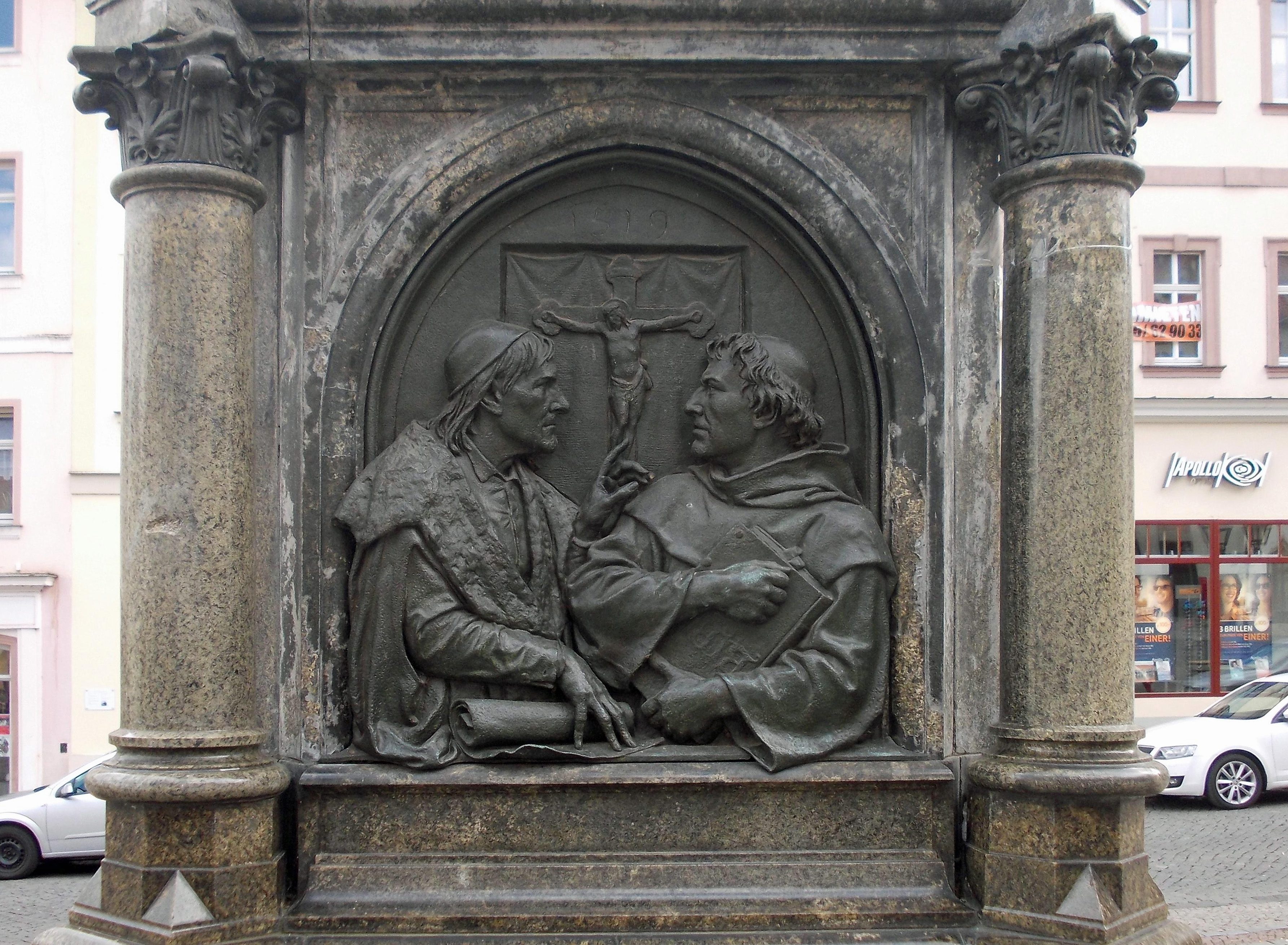
Spór Lutra z Johannem Eckiem (po prawej)
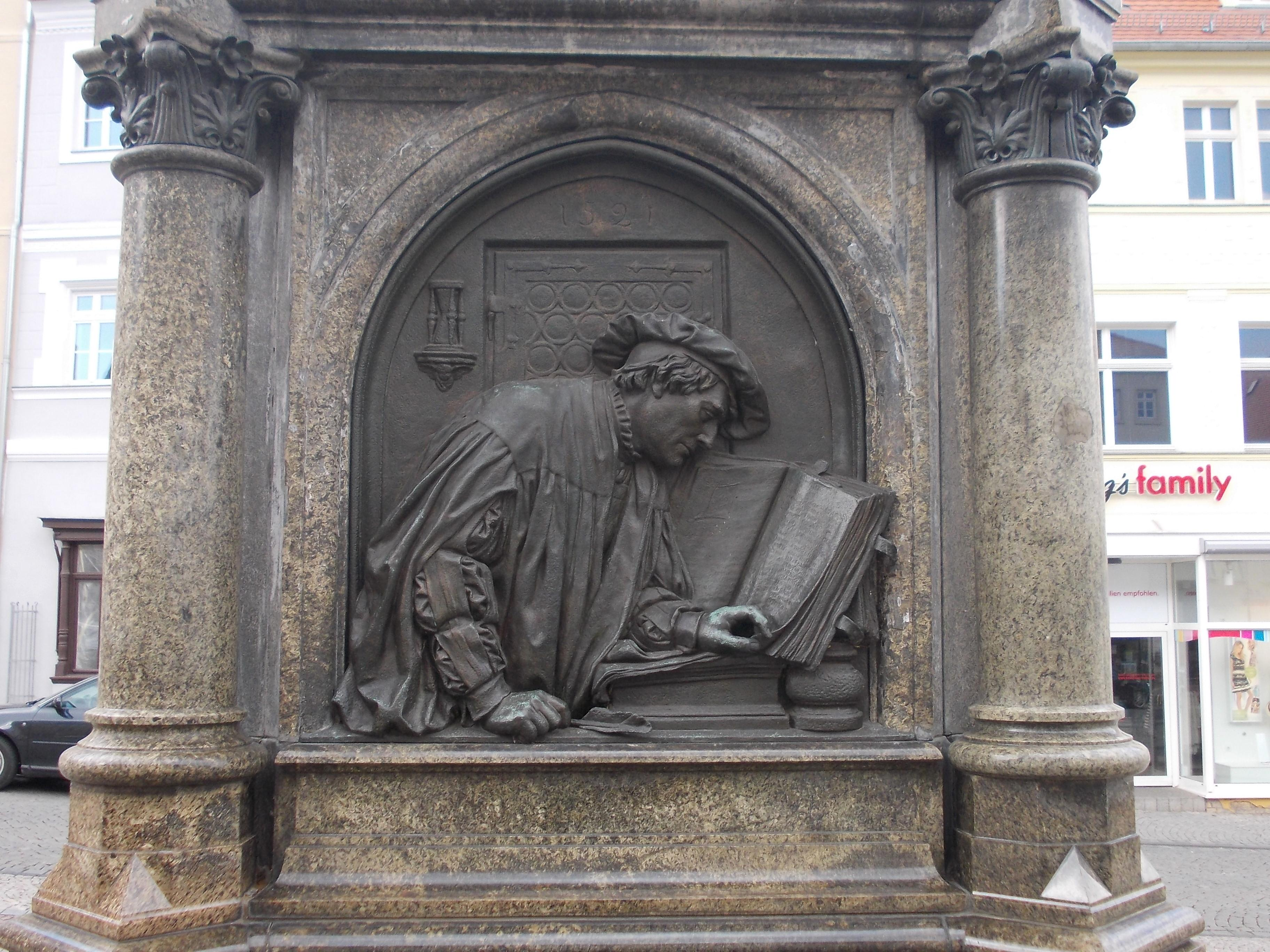
Luter jako tłumacz Biblii w zamku Wartburg (po lewej)
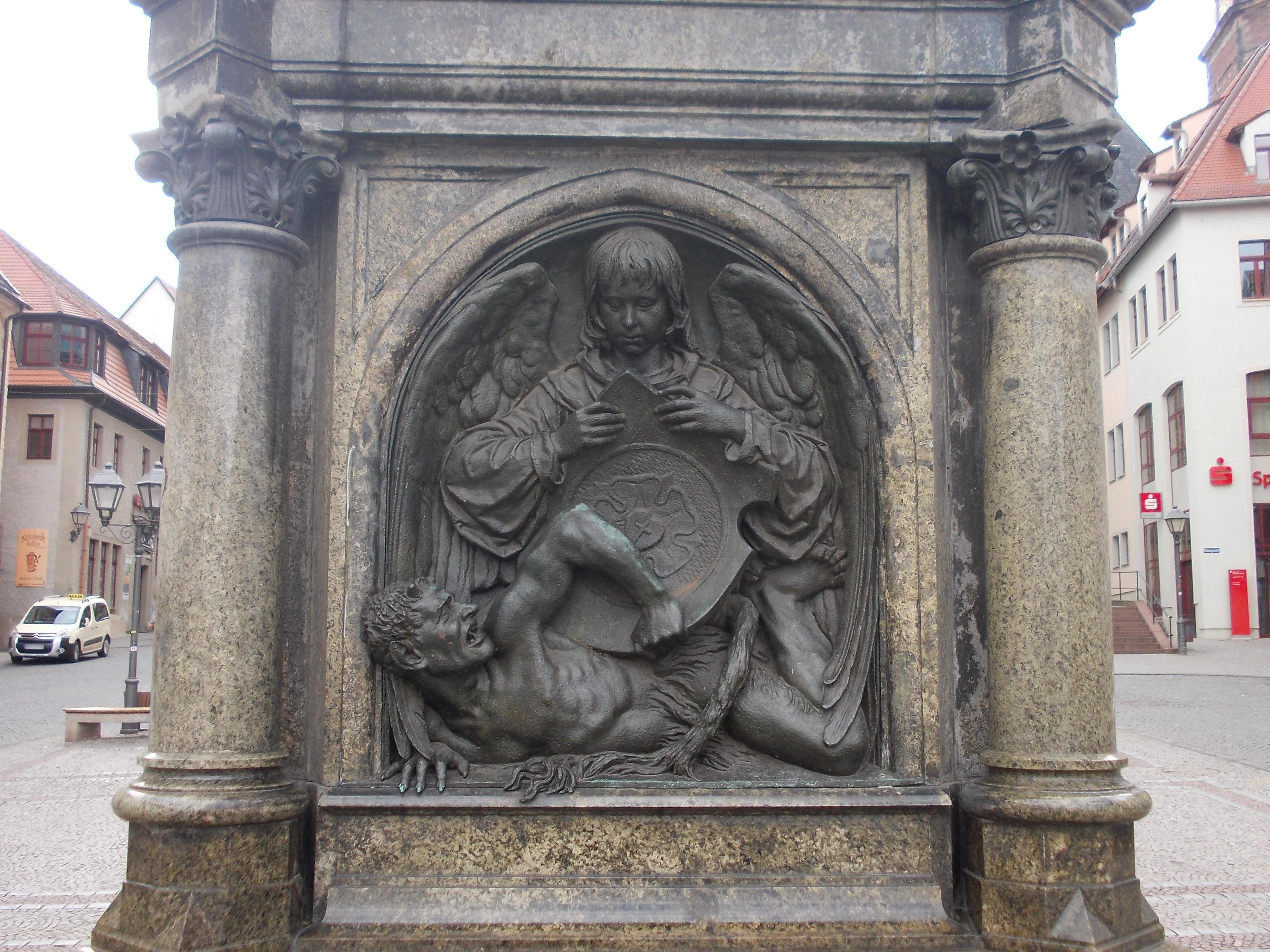
Zwycięstwo dobra nad złem (przód)
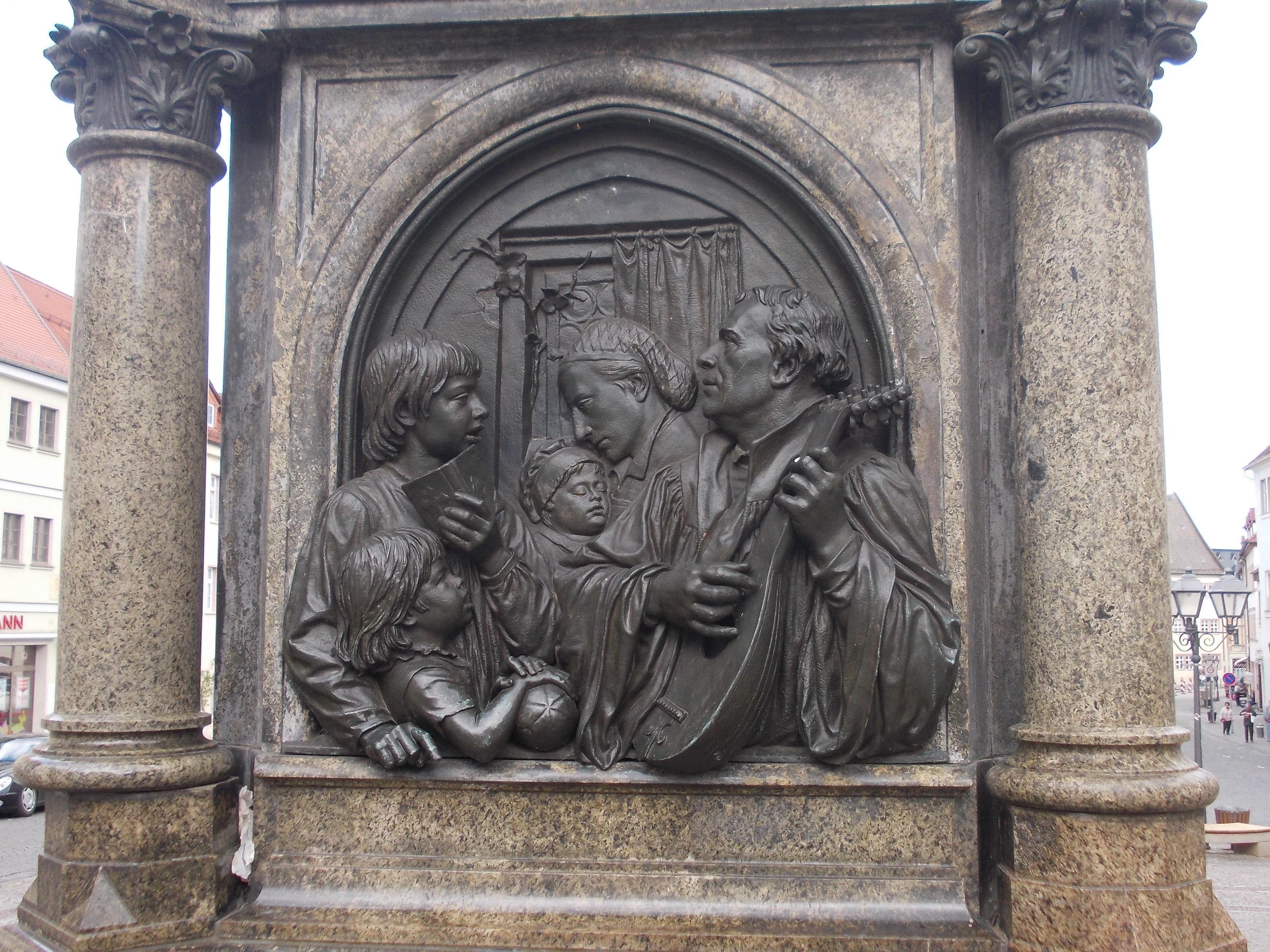
Luter z rodziną (tył)

## Pomnik Lutra w Gdańsku
Do 1946 roku w kościele Mariackim w Gdańsku stał identyczny pomnik Marcina Lutra, którego autorem był także Rudolf Siemering.